# Valdefuentes
Valdefuentes – gmina w Hiszpanii, w prowincji Cáceres, w Estramadurze, o powierzchni 27,14 km². W 2011 roku gmina liczyła 1362 mieszkańców.